# Kościół Serca Jezusowego w Wilnie
Kościół Serca Jezusowego w Wilnie, zwany zwyczajowo kościołem Wizytek – kościół położony przy ul. Rasų (pol. Rossa), w wileńskiej dzielnicy Rossa. Wybudowany w stylu późnobarokowym w latach 1717–1756 dla zakonu Wizytek.

## Historia kościoła i zakonu Wizytek w Wilnie
Siostry wizytki przybyły do Wilna w 1694 i niezwłocznie przystąpiły do budowy klasztoru. Budowę klasztoru rozpoczęły dzięki fundacji Anny Dezelsztowej w 1717, dzięki wsparciu króla Augusta II Mocnego i biskupa wileńskiego Konstantego Kazimierza Brzostowskiego w 1729 wmurowano kamień węgielny pod kościół, jego budowę zakończono w 1756. Wileński kościół Wizytek był pierwszym w Rzeczypospolitej, któremu nadano wezwanie Serca Jezusowego.
Siostry wizytki, podobnie jak i w innych miastach Europy, prowadziły przy kościele szkołę dla panien szlachetnie urodzonych. Do zakonu wstępowały przedstawicielki najlepszych domów Litwy i Korony. W 1772 w klasztorze żyło 20 zakonnic.
W 1863 w ramach polityki rusyfikacji i niszczenia struktur Kościoła katolickiego po stłumionym powstaniu styczniowym władze rosyjskie skonfiskowały zespół kościelno-klasztorny i w 1864 urządziły w nim prawosławny monaster św. Marii Magdaleny. Wspólnotę monastyczną sformowały zakonnice z monasteru św. Aleksego w Moskwie. Kościół przebudowano na cerkiew św. Marii Magdaleny, zmieniając architekturę na styl rosyjsko-bizantyjski: odmienny kształt uzyskała kopuła kościelna, dobudowano drugą wieżę; pierwsza utraciła hełm z sercem z brązu na szczycie. Zmieniono też wystrój wnętrza świątyni, dostosowując je do wymogów liturgii prawosławnej.
W 1919, po odzyskaniu przez Polskę niepodległości, siostry wizytki powróciły od Wilna i do swego kościoła, który poddany został renowacji. Wznowiły również działalność szkoły dla panien szlachetnie urodzonych.
Po II wojnie światowej władze komunistyczne zamknęły kościół i urządziły w nim więzienie.
Po odzyskaniu przez Litwę niepodległości kościół nadal służył jako więzienie (do 2007 roku).
W 2018 rząd litewski przekazał Kościołowi wszystkie budynki na terenie zespołu kościelno-klasztornego przy ul. Rasų w Wilnie.

## Architektura
Kościół jest dziełem późnego baroku dawnej Rzeczypospolitej. Zbudowany został jako budowla centralna o planie zbliżonym do koła wpisanego w obrys krzyża greckiego o krótkich ramionach. Bryłę kościoła pokrywa duża ośmioboczna kopuła, zwieńczona smukłą latarnią, dzieło Jana Krzysztofa Glaubitza; była to jedna z jego pierwszych prac wykonanych w Wilnie. Na gzymsie wspierającym bęben kopuły jest żelazna, pozłacana balustrada o fantazyjnie powyginanych liniach.
Świątynia została bogato ornamentowana w stylu rokoko; z eleganckimi, lekkimi fasadami na zakończeniach ramion krzyża. Fasady są zdobne w pilastry, gzymsy i wnęki; zwieńczone wolutowymi szczytami. Przed wejściem do kościoła została po 1865 dobudowana kruchta, przypominająca kształtem sam kościół w miniaturze. W ciągu zabudowy kościelno-klasztornej, na wschód od kościoła, była wzniesiona wysmukła wieża-dzwonnica. Przed przebudową na cerkiew jej szczyt zdobiło wielkie serce z pozłacanego brązu.
Wnętrze kościoła, zbliżone kształtem do rotundy, zostało bogato ozdobione delikatnymi, rokokowymi stiukami i freskami przedstawiającymi św. Józefa, św. Barbarę, św. Elżbietę i św. Małgorzatę. Potężna kopuła oświetla wnętrze, eksponując liczne zdobienia. Całości wystroju wnętrza dopełniały w przeszłości cenne obrazy Szymona Czechowicza, zniszczone w okresie władzy sowieckiej.